# Struxdorf
Struxdorf é um município da Alemanha, localizado no distrito de Schleswig-Flensburg, estado de Schleswig-Holstein.